# Tinodes unicolor
Tinodes unicolor är en nattsländeart som först beskrevs av Francois Jules Pictet de la Rive 1934.  Tinodes unicolor ingår i släktet Tinodes och familjen tunnelnattsländor. Inga underarter finns listade i Catalogue of Life.